# Kurylska operacja desantowa
Kurylska operacja desantowa (ros. Курильская десантная операция) – radziecka akcja militarna mająca na celu – po odstąpieniu od planu lądowania na Hokkaido – zdobycie i opanowanie archipelagu będących w posiadaniu Japonii Wysp Kurylskich.
Operację, która trwała od 18 sierpnia do 1 września 1945 roku, przeprowadzono siłami Floty Oceanu Spokojnego, 87 Gwardyjskiego Korpusu Strzelców (dowodzonego przez generała-porucznika A. S. Ksenofontowa) ze składu 16 Armii 2 Frontu Dalekowschodniego, z elementami sił obronnych Kamczatki, okrętów i statków transportowych z bazy w Pietropawłowsku oraz wsparciem 128 Dywizji Powietrznodesantowej.
Postępy Armii Czerwonej w Mandżurii i na południowym Sachalinie stworzyły warunki niezbędne do zajęcia Wysp Kurylskich, które były bronione przez japońską 91 Dywizję Piechoty (wyspy Sziaszkotan, Paramuszyr – gdzie znajdowała się silna baza floty japońskiej, Szumszu i Onekotan), 42 Dywizję (Szymuszyr), 41 Wydzielony Regiment (Matua), 129 Brygadę (Urup) i 89 Dywizję Piechoty (wyspy Iturup i Kunaszyr). Dowódcą całości był generał-porucznik Tsutsumi Fusaki.
Wstępne rozpoznanie zostało przeprowadzone 18 sierpnia przez dwa trałowce TSzcz-589 i TSzcz-590, na pokładach których znajdowali się żołnierze ze 113 Brygady Wydzielonej Strzelców (dowódca kpt. G. I. Brunsztejn), których około godz. 4.30 wysadzono na brzegu wyspy Iturup. Tego samego dnia elementy 87 Korpusu lądowały na Kunaszyr, Sziaszkotan i pięciu mniejszych wysepkach. W związku z tym, że dno przy brzegach było kamieniste, dowódcy desantujących jednostek (ścigaczy, trałowców i transportowców) wysadzały piechotę 150–100 m od plaży, przy czym wielu obciążonych bronią i amunicją żołnierzy potonęło. Lądowanie na Iturup kontynuowano (mimo zaporowego ognia artylerii japońskiej) siłami 355 Dywizji, która przeprowadziła również desant na mniejszej wysepce Urup.
23 sierpnia liczący około 50 000 żołnierzy japoński garnizon skapitulował, ale zajmowanie poszczególnych wysp trwało oficjalnie do 1 września 1945 roku. Związek Radziecki zaanektował zdobyte wyspy i włączył je (obok południowego Sachalinu) w swoje granice. Spór rosyjsko-japoński o Kuryle trwa i uniemożliwia zawarcie traktatu pokojowego.